# Lycon de Troade
Pour les articles homonymes, voir Lycon.

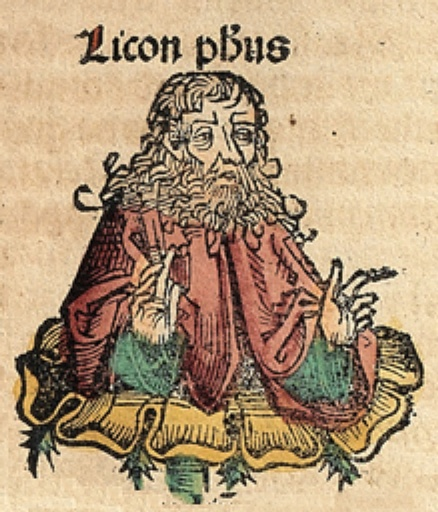
Lyco Nuremberg Chronicle

Lycon de Troade est un philosophe de l'école péripatétique du IIIe siècle av. J.-C.
Après Aristote, le Lycée eut à sa tête les scholarques Théophraste, Straton de Lampsaque, et Lycon de Troade (268-224).

## Notice biographique
Orateur et écrivain, Lycon participa au développement de la bibliothèque de Pergame. Il semble avoir étudié la rhétorique. D'Ariston de Céos, son successeur à la tête du Lycée, Plutarque cite un écrit intitulé Lycon. Athénée dit qu'une fois devenu scholarque, il aimait à régaler ses amis, et dépensa des fortunes en banquets ininterrompus, ce qui lui revint cher pour payer tous les artistes qui pourvoyaient aux divertissements, les plats en argent et les divans, la décoration, les nombreux plats qu'il servait, la foule des serveurs et des cuisiniers : tout cela fit que les candidats hésitaient à rejoindre son école, et les adeptes étaient en effet obligés d'assumer l'administration quotidienne de l'école pendant trente jours, ce qui signifiait qu'ils avaient la responsabilité de surveiller les nouveaux étudiants ; le dernier jour du mois, ils recevaient neuf oboles pour chacun des nouveaux étudiants ; et c'est avec cette somme - modique - qu'ils devaient financer les festins et les divertissements qui étaient offerts, non seulement à ceux qui avaient payé leurs honoraires, mais à tous ces inconnus que Lycon invitaient gracieusement, en particulier des hommes plus âgés, simples visiteurs de l'école ; l'argent obtenu n'était donc pas suffisant pour acquitter toutes les factures de parfumerie et des couronnes ; en outre, nos adeptes étaient responsables des sacrifices, et administraient les rites en l'honneur des Muses. Toute cette mise en scène n'avait absolument rien à voir avec la dialectique et la philosophie, mais était plus en harmonie avec l'éclat pimpant qui caractérise une vie tapageuse

## Évocation historique
« Straton eut pour successeur Lycon de Troade, fils d’Astyanax, homme éloquent et très versé en pédagogie. Il aimait à dire qu’il fallait conduire les enfants par la pudeur et l’ambition, comme on conduit les chevaux par le frein et l’éperon. »
— Diogène Laërce, Vies, doctrines et sentences des philosophes illustres (traduction de Robert Genaille, 1933) [lire en ligne]